# Офицерское собрание (Тбилиси)
Офицерское собрание (груз. ოფიცერთა სახლი) — памятник архитектуры в Тбилиси, находится на проспекте Руставели, 16.

## История

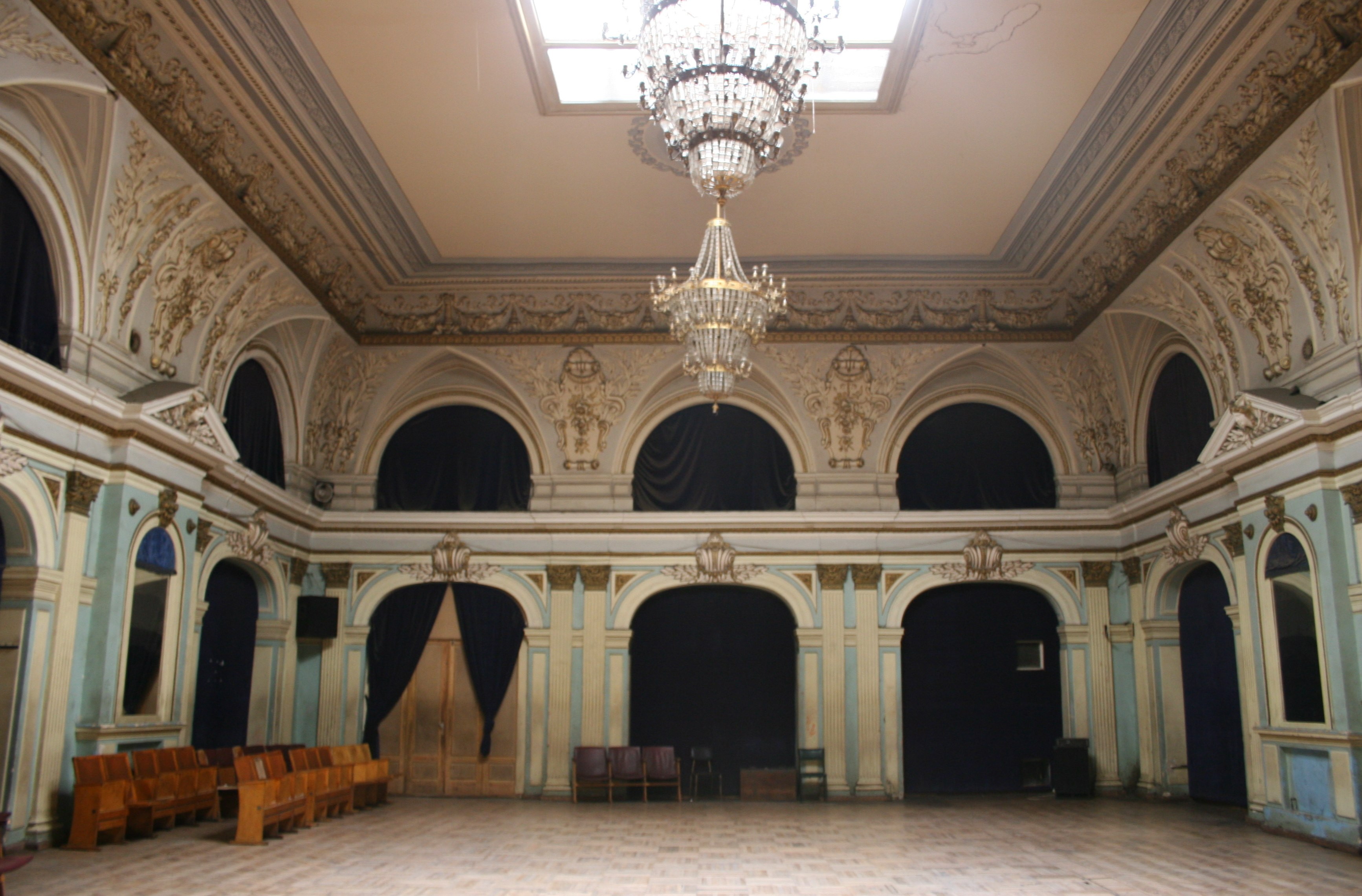

Здание собрания в неоклассическом стиле возведено в 1916, архитектор Д. Числиев. В оформлении интерьеров принял участие известный скульптор Яков Николадзе (кариатиды 3-го этажа).
В 1918 году в подвале здания было организовано кафе «Лодка аргонавтов», куда приходили художники К. Зданевич, Л. Гудиашвили и А. Бажбеук-Меликов.
В годы Великой Отечественной войны в этом здании, тогда — Доме Красной Армии Закфронта, с лекциями о Пушкине выступал В. В. Вересаев.
В настоящее время в здании разместились Galleria TMS, Государственный академический ансамбль грузинской народной песни и танца «Эрисиони» и др.

## Интересные факты
В доме прошли детские и юношеские годы, 1929—1946, будущего чемпиона мира по шахматам Тиграна Петросяна (мемориальная доска)